# Млинівська селищна рада
Млинівська се́лищна ра́да — орган місцевого самоврядування у Млинівському районі Рівненської області. Адміністративний центр — селище міського типу Млинів.

## Загальні відомості
- Млинівська селищна рада утворена в 1940 році.
- Територія ради: 20,52 км²
- Населення ради: 8 430 осіб (станом на 1 червня 2013 року)

## Населені пункти
Селищній раді підпорядковані населені пункти:
- смт Млинів

## Склад ради
Рада складається з 30 депутатів та голови.
- Голова ради: Воробей Сергій Артемович
- Секретар ради: Василюк Світлана Іванівна

### Керівний склад попередніх скликань
| Прізвище, ім'я, по батькові | Основні відомості                                                                         | Дата обрання | Дата звільнення |
| --------------------------- | ----------------------------------------------------------------------------------------- | ------------ | --------------- |
| Воробей Сергій Артемович    | Селищний голова, 1966 року народження, освіта вища                                        | 26.03.2006   | 31.10.2010      |
| Воробей Сергій Артемович    | Селищний голова, 1966 року народження, освіта вища, член політичної партії «Наша Україна» | 31.10.2010   |                 |

Примітка: таблиця складена за даними сайту Верховної Ради України

### Депутати
За результатами місцевих виборів 2010 року депутатами ради стали:
- Кількість мандатів: 30
- Кількість мандатів, отриманих за результатами виборів: 29
- Кількість мандатів, що залишаються вакантними: 1

#### За суб'єктами висування
| Суб'єкт висування                                       | Кількість обраних депутатів | %    |
| ------------------------------------------------------- | --------------------------- | ---- |
| Самовисування                                           | 14                          | 48,3 |
| Політична партія Всеукраїнське об'єднання «Батьківщина» | 11                          | 37,9 |
| Партія регіонів                                         | 3                           | 10,3 |
| Політична партія «Наша Україна»                         | 1                           | 3,4  |

#### За округами
| № округу                                                | Прізвище, ім'я, по батькові         | Дата визнання обраним | Освіта             | Партійна приналежність                        | Відомості про обраного депутата                                |
| ------------------------------------------------------- | ----------------------------------- | --------------------- | ------------------ | --------------------------------------------- | -------------------------------------------------------------- |
| Партія регіонів                                         |                                     |                       |                    |                                               |                                                                |
| 10                                                      | Гавриленко Микола Іванович          | 05.11.2010            | вища               | член Партії регіонів                          | Млинівський державний технікум ветеринарної медицини, викладач |
| 12                                                      | Касьян Василь Аркадійович           | 05.11.2010            | вища               | позапартійний                                 | Млинівська МДПІ, заступник начальника                          |
| 22                                                      | Величко Анжеліка Вікторівна         | 05.11.2010            | вища               | позапартійна                                  | Млинівська МДПІ, завідувачка юридичним відділом                |
| Політична партія Всеукраїнське об'єднання «Батьківщина» |                                     |                       |                    |                                               |                                                                |
| 1                                                       | Рокунь Валентина Іванівна           | 05.11.2010            | вища               | член Всеукраїнського об'єднання «Батьківщина» | тимчасово не працює                                            |
| 3                                                       | Круглов Вячеслав Григорович         | 05.11.2010            | вища               | позапартійний                                 | Млинівська ЦРЛ, лікар                                          |
| 8                                                       | Леник Василь Онуфрійович            | 05.11.2010            | середня спеціальна | член Всеукраїнського об'єднання «Батьківщина» | пенсіонер                                                      |
| 9                                                       | Рожкевич Володимир Семенович        | 05.11.2010            | вища               | позапартійний                                 | Млинівський державний технікум ветеринарної медицини, викладач |
| 14                                                      | Кравчук Микола Володимирович        | 05.11.2010            | вища               | позапартійний                                 | Млинівська гуманітарна гімназія, директор                      |
| 15                                                      | Курус Володимир Миколайович         | 05.11.2010            | вища               | член Всеукраїнського об'єднання «Батьківщина» | Управління газового господарства, заступник начальника         |
| 19                                                      | Рикун Світлана Святославівна        | 05.11.2010            | вища               | член Всеукраїнського об'єднання «Батьківщина» | приватний підприємець                                          |
| 25                                                      | Сироватка Катерина Михайлівна       | 05.11.2010            | вища               | член Всеукраїнського об'єднання «Батьківщина» | Млинівський державний технікум ветеринарної медицини, викладач |
| 28                                                      | Гасяк Світлана Анатоліївна          | 05.11.2010            | вища               | позапартійна                                  | Млинівська гуманітарна гімназія, вчитель                       |
| 29                                                      | Варварук Ольга Василівна            | 05.11.2010            | вища               | позапартійна                                  | Млинівська загальноосвітня школа № 1, вчитель                  |
| 30                                                      | Пилипчук Костянтин Володимирович    | 05.11.2010            | вища               | член Всеукраїнського об'єднання «Батьківщина» | тимчасово не працює                                            |
| Політична партія «Наша Україна»                         |                                     |                       |                    |                                               |                                                                |
| 13                                                      | Цимбалюк Ганна Арсентіївна          | 05.11.2010            | вища               | член Політичної партії «Наша Україна»         | Методичний кабінет відділу освіти Млинівської РДА, завідувачка |
| Самовисування                                           |                                     |                       |                    |                                               |                                                                |
| 2                                                       | Ільчишин Сергій Степанович          | 05.11.2010            | вища               | позапартійний                                 | ПП «Агропроменерго»                                            |
| 4                                                       | Багрійчук Оксана Василівна          | 05.11.2010            | середня спеціальна | позапартійна                                  | приватний підприємець                                          |
| 5                                                       | Логін Микола Вікторович             | 05.11.2010            | середня спеціальна | член Політичної партії «За Україну!»          | приватний підприємець                                          |
| 6                                                       | Соловйов Едуард Іванович            | 05.11.2010            | вища               | позапартійний                                 | приватний підприємець                                          |
| 7                                                       | Ніколюк Олена Юріївна               | 05.11.2010            | вища               | позапартійна                                  | Млинівська районна лікарня, лікар                              |
| 11                                                      | Міщанюк Олександр Володимирович     | 05.11.2010            | вища               | позапартійний                                 | Млинівська загальноосвітня школа № 3, вчитель                  |
| 16                                                      | Волошин Любомир Олександрович       | 05.11.2010            | середня            | член Політичної партії «За Україну!»          | тимчасово не працює                                            |
| 18                                                      | Касенич Анатолій Степанович         | 05.11.2010            | вища               | член Політичної партії «За Україну!»          | дитячо-юнацька спортивна школа «Колос», тренер                 |
| 20                                                      | Зайда Степан Патрович               | 05.11.2010            | вища               | позапартійний                                 | приватний підприємець                                          |
| 21                                                      | Сай Тетяна Василівна                | 05.11.2010            | вища               | позапартійна                                  | Млинівська ЦРЛ, лікар-стоматолог                               |
| 23                                                      | Красовський Віктор Владиславович    | 05.11.2010            | вища               | позапартійний                                 | Млинівська ЦРЛ, лікар                                          |
| 24                                                      | Маркевич Наталія Степанівна         | 05.11.2010            | середня спеціальна | позапартійна                                  | Млинівська ЦРЛ, медсестра                                      |
| 26                                                      | Василюк Світлана Іванівна           | 05.11.2010            | вища               | позапартійна                                  | Млинівська селищна рада, секретар                              |
| 27                                                      | Домарацький Володимир Володимирович | 05.11.2010            | вища               | позапартійний                                 | приватний підприємець                                          |